# NK Trilj
NK Trilj je hrvatski nogometni klub iz grada Trilja. U sezoni 2022./23. se natječe u 2. ŽNL Splitsko-dalmatinska.

## Povijest
Nogometni klub Trilj osnovan je 2001. godine u malom hrvatskom gradu Trilju, u Zagori. Tijekom godina više puta je prekidao svoj rad. Prvu seniorsku utakmicu klub je odigrao 11. kolovoza 2016. protiv OSK-a iz Otoka (1:4). U sezoni 2016./17. uključuju se u natjecanje u 2. ŽNL Splitsko-dalmatinskoj. Dana 7. studenog 2016. odigrali su prvi gradski derbi s NK Čaporice u kojem su slavili rezultatom 5:2.
Imaju mlađe uzrasne kategorije.

## Grb
Grb je kružnog oblika. U krugu je prikazan triljski most i rijeka Cetina, te gornja polovica nogometne lopte. U vanjskom krugu nalazi se natpis s imenom kluba u gornjem dijelu i imena grada u donjem dijelu.

## Igralište
NK Trilj domaće utakmice odigrava na Gradskom stadionu Luke u Trilju. Stadion nema tribine, a publika gleda utakmice na brdašcu iznad terena. Na istom stadionu igra i momčad Čaporica.